# Concours Eurovision de la chanson junior 2011
Pour les articles homonymes, voir Eurovision 2011.
Reach for the Top
- Pays participants
- Pays ayant participé dans le passé, mais pas en 2011

Minsk 2010 Amsterdam 2012
Le Concours Eurovision de la chanson junior 2011 est la  neuvième édition du Concours Eurovision de la chanson junior. Elle a lieu au Complex Karen Demirtchian à Erevan en Arménie le 3 décembre 2011 à la suite de la victoire de l’Arménie représentée par Vladimir Arzumanyan en 2010.
Quatre pays avaient soumis leur candidature pour accueillir le concours 2011,.
C’est le groupe Candy qui représente la Géorgie qui remporte cette neuvième édition avec la chanson Candy Music , offrant au pays sa seconde victoire après celle de  2008.

## Pays participants

### Anciens participants
En 2011, les règles de l'Eurovision junior ne permettent pas le retour d'artistes ayant déjà participé. Néanmoins, l'UER a émis une autorisation spéciale pour l'artiste russe Ekaterina Ryabova ayant participé en 2009. Elle devient ainsi la première (et seule, une règle ayant été ajouté ne permettant plus de retours de chanteurs) artiste à revenir dans l'histoire du concours.
| Artiste           | Pays   | Classement précédent                  |
| ----------------- | ------ | ------------------------------------- |
| Ekaterina Ryabova | Russie | 26e lors du tour préliminaire de 2009 |

### Ne participent pas cette année
- Malte
- Serbie
- Saint-Marin - le pays devait participer au concours mais s'est retiré au dernier moment, n'ayant pas trouvé de candidat.

## Finale
| Ordre | Pays        | Artiste             | Chanson                         | Langue(s)          | Place | Points |
| ----- | ----------- | ------------------- | ------------------------------- | ------------------ | ----- | ------ |
| 1     | Russie      | Ekaterina Ryabova   | Romeo & Juliet                  | Russe              | 04    | 99     |
| 2     | Lettonie    | Amanda Bašmakova    | Moondog                         | Letton             | 13    | 31     |
| 3     | Moldavie    | Lerica              | No, No                          | Roumain, anglais   | 06    | 78     |
| 4     | Arménie H T | Dalita Avanesyan    | Welcome to Armenia              | Arménien, Anglais  | 05    | 85     |
| 5     | Bulgarie    | Ivan Ivanov         | Superhero                       | Bulgare            | 08    | 60     |
| 6     | Lituanie    | Paulina Skrabyte    | Debesys                         | Lituanien          | 10    | 53     |
| 7     | Ukraine     | Kristall            | Evropa (Європа)                 | Ukrainien, anglais | 11    | 42     |
| 8     | Macédoine   | Dorijan Dlaka       | Žimi ovoj frak (Жими овој фрак) | Macédonien         | 12    | 31     |
| 9     | Pays-Bas    | Rachel Traets       | Ik ben een Teenager             | Néerlandais        | 02    | 103    |
| 10    | Biélorussie | Lidiya Zabolotskaya | Angely dobra (Ангелы добра)     | Russe              | 03    | 99     |
| 11    | Suède       | Eric Rapp           | Faller                          | Suédois            | 09    | 57     |
| 12    | Géorgie     | CANDY               | Candy music                     | Géorgien           | 01    | 108    |
| 13    | Belgique    | Femke               | Een kusje meer                  | Néerlandais        | 07    | 64     |

## Tableau de votes
| Drapeau de la Russie                              | Drapeau de la Lettonie | Drapeau de la Moldavie | Drapeau de l'Arménie | Drapeau de la Bulgarie | Drapeau de la Lituanie | Drapeau de l'Ukraine | Drapeau de la Macédoine | Drapeau des Pays-Bas | Drapeau de la Biélorussie | Drapeau de la Suède | Drapeau de la Géorgie | Drapeau de la Belgique | Total |    |     |
| Pays                                              | Russie                 |                        | 10                   |                        | 10                     | 12                   | 10                      | 8                    |                           | 7                   | 7                     | 12                     | 1     | 10 | 99  |
| Pays                                              | Lettonie               |                        |                      | 2                      |                        |                      | 7                       | 1                    | 8                         |                     |                       |                        |       | 1  | 31  |
| Pays                                              | Moldavie               | 6                      | 4                    |                        | 6                      | 10                   | 2                       | 7                    | 6                         | 4                   | 8                     | 4                      | 4     | 5  | 78  |
| Pays                                              | Arménie                | 8                      | 1                    | 7                      |                        | 5                    |                         | 10                   | 7                         | 5                   | 5                     | 8                      | 10    | 7  | 85  |
| Pays                                              | Bulgarie               | 2                      | 2                    | 4                      | 1                      |                      |                         | 3                    | 12                        | 3                   | 6                     | 5                      | 6     | 4  | 60  |
| Pays                                              | Lituanie               |                        | 6                    | 6                      | 2                      |                      |                         |                      | 10                        |                     | 4                     | 1                      | 12    |    | 53  |
| Pays                                              | Ukraine                | 5                      |                      | 1                      | 5                      | 1                    | 1                       |                      | 1                         | 2                   | 2                     | 2                      | 7     | 3  | 42  |
| Pays                                              | Macédoine              | 1                      |                      | 5                      |                        | 2                    | 4                       |                      |                           | 1                   | 3                     |                        | 3     |    | 31  |
| Pays                                              | Pays-Bas               | 7                      | 12                   | 10                     | 7                      | 8                    | 6                       | 5                    | 2                         |                     | 10                    | 10                     | 2     | 12 | 103 |
| Pays                                              | Bélarus                | 12                     | 7                    | 12                     | 8                      | 4                    | 8                       | 12                   | 3                         | 8                   |                       | 3                      | 8     | 2  | 99  |
| Pays                                              | Suède                  | 4                      | 8                    | 3                      | 4                      | 3                    | 5                       | 4                    |                           | 6                   |                       |                        |       | 8  | 57  |
| Pays                                              | Géorgie                | 10                     | 3                    | 8                      | 12                     | 6                    | 12                      | 6                    | 5                         | 10                  | 12                    | 6                      |       | 6  | 109 |
| Pays                                              | Belgique               | 3                      | 5                    |                        | 3                      | 7                    | 3                       | 2                    | 4                         | 12                  | 1                     | 7                      | 5     |    | 64  |
| Tous les pays ont reçu automatiquement 12 points. |                        |                        |                      |                        |                        |                      |                         |                      |                           |                     |                       |                        |       |    |     |

### 12 points
Voici le tableau des 12 points :
| N. | Participants | Pays lui ayant donné 12 points |
| -- | ------------ | ------------------------------ |
| 3  | Biélorussie  | Moldavie, Russie, Ukraine      |
| 3  | Géorgie      | Arménie, Biélorussie, Lituanie |
| 2  | Pays-Bas     | Belgique, Lettonie             |
| 2  | Russie       | Bulgarie, Suède                |
| 1  | Belgique     | Pays-Bas                       |
| 1  | Bulgarie     | Macédoine                      |
| 1  | Lituanie     | Géorgie                        |